# Pelophylax kurtmuelleri
Espèce
Synonymes
- Rana ridibunda kurtmuelleri Gayda, 1940 "1939"
- Rana kurtmuelleri Gayda, 1940 "1939"
- Rana balcanica Schneider & Sinsch, 1992

Statut de conservation UICN

 LC  : Préoccupation mineure
Pelophylax kurtmuelleri, la Grenouille verte des Balkans, est une espèce d'amphibiens de la famille des Ranidae.

## Répartition
Cette espèce se rencontre :
- en Grèce ;
- en Albanie ;
- en Slovénie ;
- au Monténégro.

Elle été introduite dans les régions de Ligurie, du Piémont et de Lombardie en Italie.

## Étymologie
Cette espèce est nommée en l'honneur de Kurt Müller, qui a collecté l'holotype en 1938.

## Publication originale
- Gayda, 1940 "1939" : Su alcuni anfibi e rettili dell Albania esistenti nel Museo zoologico di Berlino. Atti della Societa Italiana di Scienze Naturali e del Museo Civico di Storia Naturale di Milano, vol. 79, p. 263-272.